# درازدرشت‌نی
درازدرشت‌نی (نام علمی: Macrocnemus) نام یک سرده از راسته نیاخزندگان است.